# Augusto Riboty (croiseur)
Le Augusto Riboty était un croiseur éclaireur (à partir de 1938, un destroyer) italie de la classe Mirabello lancé en 1916 pour la Marine royale italienne (en italien : Regia Marina). 

## Conception et description
Les navires ont été conçus comme des croiseurs éclaireurs (esploratori), essentiellement des versions agrandies de destroyers contemporains. Ils avaient une longueur totale de 103,75 mètres, une largeur de 9,74 mètres et un tirant d'eau moyen de 3,3 mètres. Ils déplaçaient 1 819 tonnes à charge normale, et 2 040 tonnes à pleine charge. Leur effectif était de 8 officiers et 161 sous-officiers et marins
Les Mirabello étaient propulsés par deux turbines à vapeur à engrenages Parsons, chacune entraînant un arbre d'hélice à l'aide de la vapeur fournie par quatre chaudières Yarrow. Les turbines avaient une puissance nominale de 35 000 chevaux (25 760 kW) pour une vitesse de 34 nœuds (63 km/h). Les navires transportaient suffisamment de mazout pour avoir une autonomie de 2 300 milles nautiques (4 300 km) à une vitesse de 12 nœuds (22 km/h).
Leur batterie principale était composée de huit canons de 102 mm (Cannone da 102/35 S Modello 1914) montés sur des supports simples et protégés par des boucliers, un à l'avant et un à l'arrière de la superstructure sur la ligne médiane, les autres canons étant positionnés sur les flancs au milieu du navire. Le Carlo Mirabello était le seul navire terminé dans cette configuration, car ses navires-jumeaux (sister ships) avaient échangé un canon de 152/40 A Modèle 1891 (Cannone da 152/40 A Modello 1891) contre le canon avant de 102 mm; le Carlo Mirabello a reçu le sien en 1917. Le canon s'est avéré trop lourd pour les navires et sa cadence de tir était trop lente. La défense antiaérienne (AA) des navires de la classe Mirabello était assurée par une paire de canons AA de 76 mm (Cannone da 76/40 Modello 1916) dans des supports simples. Ils étaient équipés de quatre tubes lance-torpilles de 450 mm dans deux supports doubles, un sur chaque flanc. L'Augusto Riboty pouvait transporter 120 mines, alors que ses navires-jumeaux ne pouvaient en transporter que 100.

### Modifications
En 1919, les navires ont été réarmés avec huit canons de 120 mm (Cannone da 102/45 S, A Modello 1917) disposés selon la configuration originale du Carlo Mirabello. Les canons de 76 mm ont été remplacés par une paire de canons AA de 40 mm (Cannone da 40/39) en affûts simples en 1920-1922.

## Construction et mise en service
Le Augusto Riboty est construit par le chantier naval Chantier naval Ansaldo à Sestri Ponente en Italie, et mis sur cale le 27 février 1915. Il est lancé le 24 septembre 1916 et est achevé et mis en service le 5 mai 1917. Il est commissionné le même jour dans la Regia Marina. Il est nommé en hommage à l'amiral italien Auguste Riboty.

## Histoire du service

### Première guerre mondiale
Déployé à Brindisi, le Riboty participe activement aux opérations de la Première Guerre mondiale en mer Adriatique.
Le 16 juillet 1917, il sort en mer avec son navire-jumeau (sister ship) Mirabello pour fournir un soutien à distance à un raid de bombardement contre Durres par 18 avions de Brindisi et Vlora.
Le 10 mars 1918, il soutient - avec à bord le commandant de l'opération, le contre-amiral Biscaretti, et avec le Mirabello, les croiseurs éclaireurs Poerio et Rossarol, les destroyers Giacinto Carini et Pilade Bronzetti et l'escadron de destroyers français "Casque" - une action des vedettes-torpilleurs (Motoscafo Armato Silurante) MAS 99 et 100, remorqués respectivement par les destroyers Nievo et Mosto, contre la Marine austro-hongroise (kaiserliche und königliche Kriegsmarine) à Portorož. L'opération, reportée en raison du mauvais temps, est à nouveau interrompue le 16 mars, toujours en raison du mauvais temps, et à nouveau le 8 avril car la reconnaissance aérienne a permis de constater que le port de Portorož était vide.
Le 12 mai à 18h10, il appareille de Brindisi pour soutenir à nouveau (avec le Mirabello) une action des MAS 99 et 100, remorqués par le Nievo et Bronzetti, dans les eaux de Durres. Le MAS 99 réussit à frapper - à 2h30 du matin le 13 - le vapeur Bregenz, qui coule après quelques minutes (avec 234 hommes morts), déclenchant la violente réaction austro-hongroise. Tous les navires retournent néanmoins sains et saufs à Brindisi.
Le 4 novembre, ayant appareillé de Brindisi, il se dirigea vers Lagosta où il arrive, prenant possession de l'île, à deux heures de l'après-midi le même jour.
Pendant la première guerre mondiale, le Riboty a effectué un total de 52 missions de guerre, principalement pour intercepter des navires ennemis, soutenir les MAS et poser des mines.

### Entre les deux guerres
Du 27 décembre 1918 au 12 janvier 1919, il est stationné à Split pour aider la population de la ville (surtout sa composante italienne) et pour documenter la situation en Dalmatie, dans l'atmosphère de haine ethnique entre Italiens et Slaves qui a vu se développer les incidents de Split. Selon les ordres donnés par l'amiral Enrico Millo, gouverneur de Dalmatie pour la partie occupée par les troupes italiennes, le Riboty a pour mission de protéger l'élément italien local, de recueillir des informations sur la situation en Dalmatie centrale et de fournir de la nourriture et une assistance gratuite à la population de Split, pour des raisons de propagande ouvertement pro-italienne.
L'arrivée du navire italien le 27 décembre - remplacé à partir du 12 janvier 1919 par le croiseur protégé Puglia - irrite fortement les autorités yougoslaves, et donne lieu à une manifestation de protestation contre son amarrage. La situation reste très tendue, notamment parce que les troupes italiennes à terre prennent lentement possession de la Dalmatie promise par le pacte de Londres, dont la frontière passe relativement près de Split. Comme l'a observé le consul Marcello Roddolo, servant sur le Riboty, "nos troupes qui occupent les frontières de l'armistice au fur et à mesure et qui se rapprochent donc de Split font croire aux Yougoslaves que nous sommes sur le point d'occuper ce terrain, ce à quoi s'opposeraient presque certainement les troupes serbes armées". En tout cas, le Riboty n'est pas impliqué dans la partie la plus importante des incidents qui se sont produits après son retour en Italie.
Dans les années 1920, il subit des travaux de modification qui voient le remplacement de la pièce de 152/40 mm par une 102/35 Mod. 1914 et l'embarquement de deux mitrailleuses Vickers-Armstrong QF 2 lb 40 mm, de nouveaux hydrophones et de deux trémies pour les grenades sous-marines.
En 1938, il est rétrogradé en destroyer. Il est alors vieux, avec une vitesse de pointe de 27 nœuds (50 km/h) et sans poste de tir. Il est sur le point d'être désaffecté lorsque l'Italie entre dans la Seconde Guerre mondiale.

### Seconde Guerre mondiale
Au début de la Seconde Guerre mondiale, il fait partie de la section des destroyers basée à Brindisi avec le navire de tête de la classe: le Mirabello.
Il opère principalement dans le sud de l'Adriatique et dans la mer Ionienne, escortant des convois vers l'Albanie et la Grèce, mais plus tard, il opère également dans le canal de Sicile.
Le 27 septembre 1940, à Brindisi, il a une collision, causée par la tombe de la nuit, avec le destroyer Zeno.
Le 5 octobre, il appareille de Durres en escortant les navires à vapeur Olimpia et Carnia. Le lendemain, le sous-marin britannique HMS Triton (N15) torpille le Olimpia à la position géographique de 41° 06′ N, 18° 39′ E, l'endommageant.
Affecté aux "Forces spéciales" destinées à un débarquement prévu à Corfou, il appareille le 31 octobre avec le reste de cette force (le Mirabello, les vieux croiseurs légers Bari et Taranto, les vieux torpilleurs Curtatone, Monzambano, Castelfidardo, Calatafimi, Confienza, Solferino, Prestinari, Cantore, Fabrizi, Medici, Stocco, les croiseurs auxiliaires Ramb III, Capitano Cecchi, Lago Tana et Lago Zuai, quatre vedettes-torpilleurs (Motoscafo armato silurante) MAS de la XIII Flottiglia et trois pétroliers de la classe Sesia), mais le lendemain l'opération est annulée et les navires débarquèrent les troupes à Vlora. Le Riboty a ensuite repris ses fonctions d'escorte.
Le 18 décembre, il bombarde avec sa propre artillerie, et avec les croiseurs Raimondo Montecuccoli et Eugenio di Savoia et les destroyers Antonio Pigafetta, Nicoloso da Recco et Emanuele Pessagno, les positions grecques près de Corfou.
Le 1er mars 1941, il bombarde à nouveau des positions côtières ennemies avec le torpilleur Andromeda.
Pendant l'escorte du convoi, il a trois occasions d'entrer en contact avec des sous-marins ennemis: la première le 18 juillet 1941, dans la mer Adriatique, la deuxième le 5 août de la même année près de Zakynthos, la troisième le 25 octobre, toujours en 1941, au large de Patras.
En 1942, il est soumis à des travaux de modernisation qui impliquent l'élimination de 2 pièces de 102 mm et l'installation d'un canon de 40 mm. En 1943, il est à nouveau modifié : les canons de 102 mm sont réduits à 4, les 3 mitrailleuses de 40 mm sont remplacées par 6 canons de 20 mm et davantage de grenades sous-marines sont embarquées.
Le 5 février 1943, il escorte le pétrolier Utilitas, chargé de carburant, en route vers Tarente-Palerme, lorsque, vers 7 heures du matin, le sous-marin britannique HMS Turbulent (N98) torpille le Utilitas, qui coule au large du cap Zafferano (à l'est de Palerme),.
Le 15 février à 11h20, il appareille de Palerme, sous le commandement du lieutenant de vaisseau (tenente di vascello) Nicola Ferrone, pour escorter vers Bizerte les vapeurs Alcamo, Frosinone et Chieti avec les torpilleurs Sirio et Monsone et les corvettes Antilope et Gabbiano, mais huit heures plus tard, il doit faire demi-tour et se diriger vers Trapani à cause de pannes de moteur (le reste du convoi arrive à destination sain et sauf malgré une attaque de torpilleurs ennemis).
Le 3 avril de la même année, alors qu'il navigue dans le golfe de Tarente, il est attaqué par un sous-marin avec des torpilles. Le Riboty évite une des torpilles, mais le pétrolier Regina est touché et endommagé.
Le 12 septembre 1943, au matin, après la proclamation de l'armistice (armistice de Cassibile), il appareille de Tarente avec les sous-marins Atropo, Jalea et Fratelli Bandiera et se rend aux Alliés à Malte le 13, dans l'après-midi, en s'amarrant à la baie de Saint-Paul. Il passe ensuite au mouillage maltais de Marsaxlokk et le 6 octobre 1943, il quitte Malte avec les torpilleurs Orione et Ariete, 6 sous-marins et 2 petites unités réquisitionnées pour retourner en Italie.
Pendant la cobelligérance (1943-1945), il est employé dans l'escorte des convois américains et dans le transport d'hommes et de matériel vers les cuirassés Italia et Vittorio Veneto internés à Laghi Amari.
Avec 365 missions de guerre et 70 350 milles nautiques (130 290 km) de navigation, le Riboty est le destroyer italien le plus actif de la Seconde Guerre mondiale,. Le pavillon du navire, pour honorer son service continu pendant les deux guerres mondiales, a reçu la médaille de bronze de la valeur militaire (Medaglia di bronzo al valor militare).
Selon les termes du traité de paix, il aurait dû être transféré et donné en tant que dommage de guerre à l'Union soviétique, mais cela a été refusé car il était vieux et usé par un long service,.
Employé comme ponton à Tarente et désarmé en février 1950, il est démoli l'année suivante.

### Source
- (it) Cet article est partiellement ou en totalité issu de l’article de Wikipédia en italien intitulé « Augusto Riboty (esploratore) » (voir la liste des auteurs).